# 幸福航空

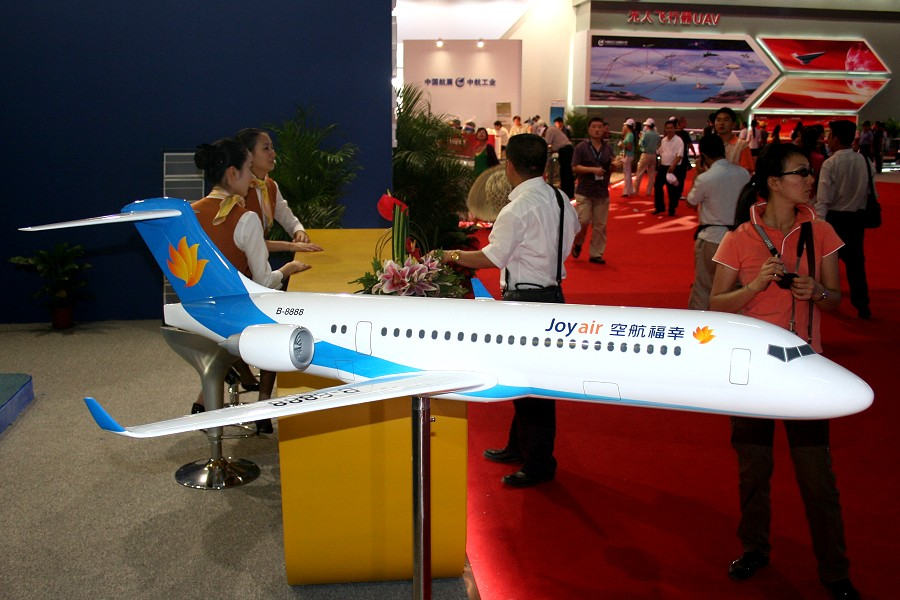
幸福航空仕様のARJ21模型

幸福航空（こうふくこうくう）は、中華人民共和国陝西省西安市に本社を置く航空会社。正式名称は幸福航空公司。西安咸陽国際空港をハブ空港としている。

## 概要
幸福航空は2008年3月に、中国航空工業第一集団(95%)と中国東方航空(5%)の共同出資で設立された。資本金は10億元。運行機材は全て中国国産機の予定でMA60ターボプロップ旅客機を導入した。また中国製新型ジェット旅客機であるCOMAC C909を発注しており、今後8年間で100機までに増やし、中国国内のローカル路線に就航する計画であるという。

## コードデータ
- IATA航空会社コード：JR
- ICAO航空会社コード：JOY
- コールサイン：Joy Air
- 中国語コールサイン：幸福(Xìngfú)

## 保有機材
- B737 - 1機
- MA60 - 6機(引退済)

## 事故
2015年5月10日昼頃、幸福航空JR1529便（MA60型機）義烏空港発福州長楽国際空港行きが、福州長楽国際空港へ着陸後、機体が滑走路から右にそれ、脇の草地で停止した。主翼が大きくねじれ胴体も破損し、プロペラが地面に接触した状態になった。インターネット上にはタイヤがパンクしたとの書き込みもある。乗客45人のうち7人が負傷した。原因を中国当局が調査中である。